# Ракитное (Оренбургская область)
Ракитное — посёлок в Соль-Илецком районе Оренбургской области России.

## История
В 1966 г. Указом Президиума ВС РСФСР поселок отделения № 2 совхоза «Спутник» переименован в Ракитный.

## Население
| 2010 |
| ---- |
| 14   |